# モルガネ・リボー
モルガネ・リボー（仏: Morgane Ribout、1988年1月11日 - ）は、フランスの女子柔道家。身長166cm。得意技は内股。

## 来歴
モルガネ・リボーは1988年1月11日にフランスのリールで生まれ、ビュー＝ベルカン(fr:Vieux-Berquin)で子供時代を過ごし、5歳のころからオーブールダン(fr:Haubourdin)で柔道を始めた。フリュージュ(fr:Fruges)の大学(Collège Jacques BREL)のスポーツ学科(高校柔道セクション)に入学し、アミアンとポワチエで開催されたポール・フランス(強化合宿)にも連続して参加している。アミアンでは1992年のバルセロナオリンピック金メダリストカトリーヌ・フローリがコーチについた。卒業後の2007年6月からはイル＝ド＝フランス地域圏のポントー＝コンボーにある柔道クラブ・ラガルデールパリレーシングに所属し、国立スポーツ体育研究所(INSEP)の招集も受けた。
彼女が17歳の時、2006年のフランス選手権で3位になったものの、その後のフランス国際柔道大会では成功しなかった。2007年11月にはヨーロッパ柔道選手権大会で銅メダルを獲得した。2007年世界柔道選手権大会では、バーバラ・ハーレル(fr:Barbara Harel)に代わってナショナルチームに入り、グランドスラム・パリで2位になった実績によって2009年には正式な代表となり欧州選手権に参加した。欧州選手権ではポルトガルのテルマ・モンテイロに敗れたものの、敗者復活戦に勝利して銅メダルを獲得した。
数か月後、彼女はフランス選手団に再び選ばれてオランダのロッテルダムで開かれる世界選手権の出場権を得た。アテネオリンピック銅メダリストのユリスレイディス・ルペテイ(en:Yurisleidy Lupetey、キューバ)や同じくアテネオリンピック銅メダリストのデボラ・フラベンステイン(en:Deborah Gravenstijn、オランダ)と同一ブロックに当たるも準決勝まで進出した。準決勝では日本の松本薫に大腰で一本勝ちを収めた。決勝では再びポルトガルのテルマ・モンテイロとの対戦となったが有効を取って勝利し優勝を収めた。
2012年ロンドンオリンピックには出場できなかった。
2014年3月には現役引退を表明すると、総合格闘技に転進した。2017年4月にはレバノンでデビュー戦を行い、エジプトの選手を破った。

## 戦績
| 日付           | 大会                                               | 階級       | 順位 |
| -------------- | -------------------------------------------------- | ---------- | ---- |
| 2010年2月6日   | グランドスラム・パリ(パリ)                         | 57kg以下級 | 2位  |
| 2009年12月13日 | グランドスラム・東京(東京)                         | 57kg以下級 | 3位  |
| 2009年8月27日  | 世界柔道選手権大会(ロッテルダム)                   | 57kg以下級 | 1位  |
| 2009年7月4日   | グランドスラム・リオデジャネイロ(リオデジャネイロ) | 57kg以下級 | 5位  |
| 2009年4月24日  | ヨーロッパ柔道選手権大会トビリシ                   | 57kg以下級 | 3位  |
| 2009年2月7日   | グランドスラム・パリ(パリ)                         | 57kg以下級 | 2位  |
| 2009年1月17日  | フランス選手権(パリ)                               | 57kg以下級 | 3位  |
| 2008年11月21日 | U23-ヨーロッパ柔道選手権大会(ザグレブ)             | 57kg以下級 | 7位  |
| 2008年3月1日   | ワールドカップ・ワルシャワ(ワルシャワ)             | 57kg以下級 | 3位  |
| 2008年2月23日  | スーパーワールドカップ・ハンブルク(ハンブルク)     | 57kg以下級 | 5位  |
| 2007年11月24日 | U23-ヨーロッパ柔道選手権大会(ザルツブルク)         | 57kg以下級 | 3位  |
| 2007年8月19日  | U20-A-トーナメント(ウィーン)                       | 57kg以下級 | 3位  |
| 2007年5月19日  | U20-A-トーナメント(リヨン)                         | 57kg以下級 | 3位  |
| 2007年4月22日  | U20-フランス選手権(パリ)                           | 57kg以下級 | 1位  |
| 2007年3月25日  | U20-A-トーナメント(コインブラ)                     | 57kg以下級 | 2位  |
| 2007年2月24日  | U20-国際オープントーナメント(サンス)               | 57kg以下級 | 1位  |
| 2006年7月29日  | U20-A-トーナメント(pl:Cetniewo)                    | 57kg以下級 | 1位  |
| 2006年4月23日  | U20-フランス選手権(パリ)                           | 57kg以下級 | 3位  |
| 2006年2月26日  | U20-国際オープントーナメント(サンス)               | 57kg以下級 | 1位  |
| 2006年1月14日  | フランス選手権 (アミアン)                          | 57kg以下級 | 3位  |
| 2005年4月3日   | U20-A-トーナメント(コインブラ)                     | 57kg以下級 | 1位  |
| 2005年2月19日  | U20-国際オープントーナメント(サンス)               | 57kg以下級 | 3位  |
| 2004年11月13日 | ジュニアトーナメント(サン＝ロー)                   | 57kg以下級 | 3位  |
| 2004年3月14日  | U17-国際トーナメント                               | 57kg以下級 | 2位  |
| 2004年3月14日  | ジュニアトーナメント Roger Serzian (ベルフォール)  | 57kg以下級 | 2位  |
| 2003年6月15日  | フランストーナメント(パリ)                         | 57kg以下級 | 2位  |